# Бергман, Нир
Нир Бергман (ивр. ניר ברגמן‎; р. 8 августа 1969, Хайфа) — израильский кинорежиссёр и сценарист. Фильмы Нира Бергмана удостоены ряда национальных и международных кино- и телепремий, включая Гран-при кинофестивалей в Токио и Иерусалиме.

## Биография
Нир Бергман, уроженец Хайфы, по окончании школы поступил на факультет искусствоведения Тель-Авивского университета, однако уже через год перевёлся в Школу кинематографии им. Сэма Шпигеля в Иерусалиме, которую закончил в 1998 году. Его дипломная работа — короткометражный художественный фильм «Морские коньки» (ивр. סוסי ים‎) о трёх детях, чьи родители находятся в процессе развода, — завоевала первые призы на фестивалях студенческого кино в Лодзи и Мюнхене. Впоследствии эта лента была названа лучшей студенческой работой за 15 лет существования Школы им. Шпигеля.
Первый полнометражный фильм Нира, «Сломанные крылья», в котором он выступил и как режиссёр, и как сценарист, вышел на экран в 2002 году. Как и в «Морских коньках», в центре сюжета ленты — дети из неполной семьи. Фильм получил девять премий Израильской академии кино и телевидения «Офир», в том числе как лучший фильм, за лучшую режиссуру и сценарий. Он также был удостоен главных призов Иерусалимского международного кинофестиваля (Приз Волджина) и международного кинофестиваля в Токио («Токийская сакура»), а на Берлинском кинофестивале получил приз международного жюри и приз зрительских симпатий «Панорама». Сам Бергман получил на международном кинофестивале в Палм-Спрингс приз имени Джона Шлезингера, присуждаемый за лучшую дебютную работу.
После успеха «Сломанных крыльев» Нир Бергман несколько лет работал на телевидении, участвуя в создании популярных сериалов «Иерусалимская смесь», «На консультации» (эпизоды по сценариям Бергмана впоследствии были также пересняты в ремейках, выходивших на телеканалах нескольких стран), «Выгулять собаку» и «Воздушные замки». За сценарии и режиссуру сериалов «На консультации» и «Выгулять собаку» он в 2006 и 2008 годах получал приз Израильской академии телевидения. С 2005 года Бергман возглавил отдел драмы 10-го коммерческого канала израильского телевидения.
В 2010 году вышла вторая полнометражная лента Бергмана — «Внутренняя грамматика», по мотивам романа Давида Гроссмана «Учебник внутренней грамматики». Как и «Сломанные крылья», фильм получил Гран-при Иерусалимского и Токийского кинофестивалей, а Бергман был номинирован на премию «Офир» как сценарист и режиссёр, а также на Asia Pacific Screen Award как сценарист.
В 2011 году было сообщено, что Нир Бергман приступил к съёмкам биографического фильма о поэтессе Йоне Воллах. Параллельно Бергман продолжал работать на телевидении — к числу его работ добавился сериал «Дети премьер-министра».
В 2020 году удостоен премии «Офир» как лучший режиссёр за фильм «И вот мы здесь». Лента, получившая также призы за сценарий и лучшую игру исполнителя главной мужской роли, тем не менее уступила главную награду фильму «Ася».

## Фильмография
- 1997 — Йомит (к/м)
- 1998 — Морские коньки (к/м)
- 2001 — Дотянуться до небес (т/с, автор сценария)
- 2002 — Сломанные крылья
- 2003 — Иерусалимская смесь (т/с)
- 2005 — На консультации (т/с)
- 2007 — Выгулять собаку (мини-сериал)
- 2008 — Воздушные замки (т/с)
- 2009 — Одиночки (автор сценария)
- 2010 — Внутренняя грамматика
- 2012 — Дети премьер-министра (т/с)
- 2014 — Йона
- 2016 — Спасти Нету
- 2019 — Хотя бы сегодня (т/с)
- 2020 — И вот мы здесь